# تاتسوشی اوموری
تاتسوشی اوموری (انگلیسی: Tatsushi Ōmori؛ زادهٔ ۴ سپتامبر ۱۹۷۰) کارگردان فیلم، بازیگر، و فیلم‌نامه‌نویس اهل ژاپن است.
از فیلم‌ها یا برنامه‌های تلویزیونی که وی در آن نقش داشته‌است می‌توان به سرزمین ما اشاره کرد.